# Garelli 350 GP (1924)
Die Garelli 350 GP (1924) war ein Rennmotorrad des italienischen Herstellers Garelli mit dem damals neuartigen Doppelkolben-Zweitaktmotor. Sie wurde speziell für den Einsatz in Grand-Prix-Rennen entwickelt und erzielte in den 1920er Jahren bedeutende Rennerfolge.

## Technik
Die Garelli 350 GP von 1924 hatte einen luftgekühlten Einzylinder-Zweitakt-Doppelkolbenmotor mit einem Hubraum von 348 cm³ (Bohrung × Hub: 52 mm × 82 mm). Der Motor leistete etwa 20 PS bei 4500/min und ermöglichte eine Höchstgeschwindigkeit von ca. 140 km/h. 
Eine Besonderheit war die Ausstattung mit zwei Vergasern. Zudem hatte die Maschine zwei Auslasskanäle, was zu ihrer Zeit außergewöhnlich war. 
Das Getriebe hatte eine 3-Gang-Handschaltung; über eine Kette wurde die Antriebskraft an das Hinterrad übertragen. Der Rahmen war ein offener Stahlrohrrahmen. Das  Trockengewicht des Motorrads betrug etwa 100 kg.

## Geschichte
Die Garelli 350 GP wurde 1924 als Weiterentwicklung der erfolgreichen 350er-Modelle von Garelli vorgestellt. Sie war speziell für den Renneinsatz konstruiert und sollte die Dominanz von Garelli in der 350-cm³-Klasse weiter ausbauen.

## Renneinsätze
Die Garelli 350 GP nahm an zahlreichen Rennen teil und erzielte bedeutende Erfolge:
- Beim Großen Preis der Nationen 1924 in Monza stellte Garelli mehrere Weltrekorde auf.
- In den Jahren 1919 bis 1926 engagierte sich Garelli erfolgreich im Motorradsport und erzielte zahlreiche Siege in der 350-cm³-Klasse.

## Rennerfolge
Die Garelli 350 GP erzielte in den Jahren 1924 bis 1926 zahlreiche Siege in der 350-cm³-Klasse. Zu den bedeutendsten Erfolgen zählen:
- Enrico Caretti: Sieg beim Circuito del Polesine in der 350-cm³-Klasse 1924.
- Aldo Fiorina gewann den Circuito di Novara in der 350-cm³-Klasse sowohl 1925 als auch 1926.
- Isacco Mariani: Erster Platz beim Circuito di Monte Peloritani in der 350-cm³-Klasse 1924.

III Giro d’Italia Motociclistico: Sieg in der 350-cm³-Klasse 1924.

Gran Premio Internacional de Motocicletas del Real Moto Club de Cataluña: Erster Platz in der 350-cm³-Klasse 1924.

## Technische Daten
| Merkmal             | Beschreibung                                  |
| ------------------- | --------------------------------------------- |
| Hersteller          | Garelli                                       |
| Modell              | 350 GP (1924)                                 |
| Produktionsjahr     | 1924                                          |
| Motortyp            | Einzylinder-Zweitakt-Doppelkolbenmotor        |
| Zylinderzahl        | 1 (2 Laufbuchsen mit gemeinsamer Brennkammer) |
| Hubraum             | 348 cm³                                       |
| Bohrung × Hub       | 52 mm × 82 mm                                 |
| Leistung            | ca. 20 PS bei 4500/min                        |
| Kühlung             | Luftgekühlt                                   |
| Getriebe            | 3-Gang mit Handschaltung                      |
| Antrieb             | Kette                                         |
| Rahmen              | Offener Stahlrohrrahmen                       |
| Vorderradaufhängung | Trapezgabel                                   |
| Hinterradaufhängung | starr                                         |
| Gewicht (trocken)   | ca. 100 kg                                    |
| Kraftstoffsystem    | Zwei Vergaser                                 |
| Besonderheiten      | Zwei Vergaser, zwei Auslasskanäle             |